# Tomasz Morawski
Tomasz Andrzej Morawski (ur. 24 października 1950 w Niebieszczanach, zm. 12 lipca 2015 w Busku-Zdroju) – polski działacz polonijny, Konsul Honorowy RP w Quito w Ekwadorze, publicysta.

## Życiorys
Tomasz Morawski urodził się jako syn Andrzeja Morawskiego herbu Dąbrowa i Zofii Byszewskiej herbu Jastrzębiec.
Był absolwentem Wydziału Wiertniczo-Naftowego Akademii Górniczo-Hutnicza im. Stanisława Staszica w Krakowie z 1973 roku. Od 1976 roku mieszkał w Ekwadorze, gdzie pracował między innymi jako przewodnik po dżungli i pośrednik handlowy. W późniejszym okresie prowadził własną firmę Tecnotec. Od 1995 roku prowadził konsulat polski w Quito. Był współorganizatorem obchodów 35-lecia wpisania miast Quito i Kraków na listę Światowego Dziedzictwa Kulturowego UNESCO w 2013 roku oraz jednym z inicjatorów nawiązania partnerstwa między oboma miastami. Brał udział w realizacji programu dokumentalnego Cela telewizji TVN. W 2008 roku środowisko dziennikarzy ekwadorskich przyznało Tomaszowi Morawskiemu tytuł Konsula Roku. Został pochowany na cmentarzu Rakowickim w Krakowie (kw. M, rząd płn.).

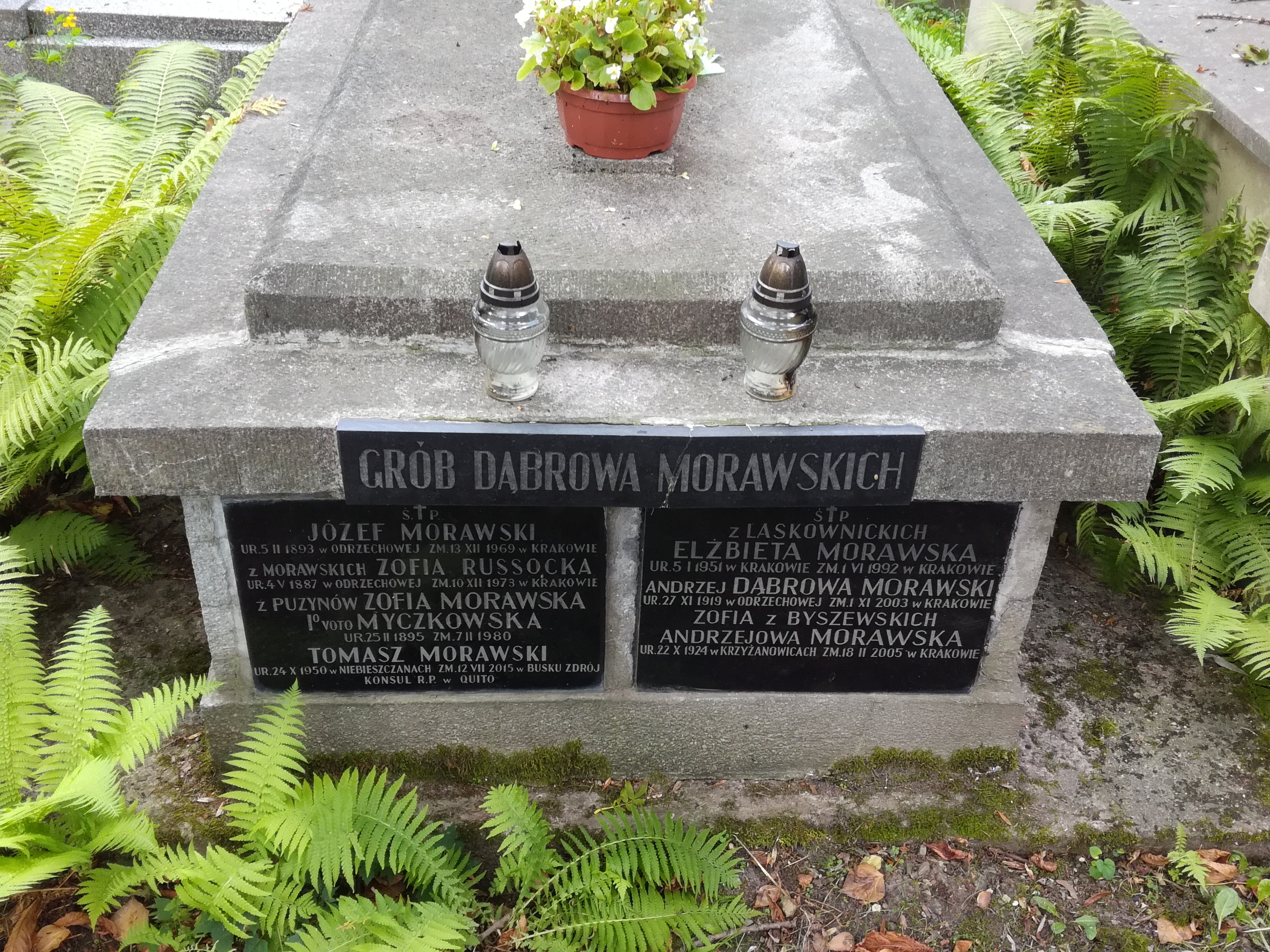
Grobowiec Józefa i Tomasza Morawskiego na cmentarzu Rakowickim

## Twórczość
- Uciekinier (Stowarzyszenie Fragile, Kraków, 2013; ISBN 978-83-938574-0-1)
- Więźniowie. Ekwador, kokaina i... (Wydawnictwo Zysk i S-ka, 2008)

## Odznaczenia
- Krzyż Komandorski Orderu Odrodzenia Polski (29 lipca 2015, pośmiertnie, za wybitne zasługi w promowaniu Polski, za rozwijanie polsko-ekwadorskiej współpracy)[7]
- Krzyż Komandorski Orderu Zasługi Rzeczypospolitej Polskiej (11 lipca 2008, za wybitne zasługi w rozwijaniu polsko-ekwadorskiej współpracy)[2][8]
- Krzyż Oficerski Orderu Zasługi Rzeczypospolitej Polskiej (21 marca 2003, za wybitne zasługi w rozwijaniu współpracy między Polską a Ekwadorem, za działalność polonijną)[9]